# Анализ устойчивости откосов
Анализ устойчивости откосов — совокупность разделов геотехники, изучающая состояние наклонного грунта.

## Методы анализа
Существует множество решений, позволяющие дать ответ на вопрос устойчив ли склон (откос). Большинство из них используют метод предельного равновесия (англ. Limit equilibrium analysis). Внутренние силы в откосе делятся на две категории: удерживающие и сдвигающие силы. Отношение сумм моментов удерживающих сил к суммам моментов сдвигающих сил называется Коэффициентом безопасности (коэффициент запаса). В случае если меньше 1, склон неустойчив. Поверхность скольжения может быть смоделирована двумя способами:
1. как круглоцилиндрическая (методы Феллениус/Петтерсона, Бишопа, Спенсера, Джанбу, Моргенштерн-Прайса, Шахунянца, ITF) или
2. как полигональная (методы Сарма, Спенсера, Джанбу, Моргенштерн-Прайса, Шахунянца, ITF).[4]

При́зма обруше́ния (англ. sliding triangle, англ. sliding wedge) — неустойчивая часть массива наклонного грунта со стороны его откоса, заключённая между рабочим и устойчивым углами откоса уступа. Понятие используется в расчётах откосов, устойчивых к обрушению и для предотвращения оползней. Скользящая плоскость массива грунта разделена на активные, пассивные и центральные блоки.
В большинстве методов расчёта призма «скользит» по круглоцилиндрической поверхности. Однако круглоцилиндрическая поверхность даёт грубые результаты для разнородных грунтов, имеющих несколько напластований.
Скольжения часто возникают после периода сильного дождя, когда давление воды в порах на поверхности скольжения увеличивается, уменьшая эффективное нормальное напряжение и, таким образом, уменьшая сдерживающее трение по линии скольжения. Это сочетается с увеличением веса почвы за счёт добавления грунтовых вод. «Усадочная» трещина (образовавшаяся в предшествующую сухую погоду) в верхней части скольжения также может заполняться дождевой водой, выталкивая её вперёд. С другой стороны, оползни в форме плит на склонах холмов могут удалить слой почвы с верхней части подстилающей коренной породы. Опять же, это обычно происходит из-за сильного дождя, иногда в сочетании с повышенной нагрузкой от новых зданий или удалением опоры на носке (в результате расширения дороги или других строительных работ). Таким образом, устойчивость может быть значительно повышена путём установки дренажных каналов для уменьшения дестабилизирующих сил. Однако после того, как произошло скольжение, остаётся слабость вдоль круга скольжения, которая затем может повториться в следующий сезон дождей.